# Oxyde de mercure(I)
Pour les articles homonymes, voir Oxyde de mercure.
L'oxyde de mercure(I) a pour formule chimique Hg2O et numéro CAS 15829-53-5. C'est un composé chimique instable et est avec l'oxyde de mercure(II), l'un des deux oxydes de mercure.

## Préparation
L'oxyde de mercure(I) se forme lorsque le nitrate de mercure(I) réagit avec la potasse caustique. Dans le processus, l'hydroxyde de mercure(I) également instable Hg2(OH)2 se forme d'abord. Celui-ci se décompose avec l'élimination de l'eau pour former de l'oxyde de mercure(I).

## Propriétés
L'oxyde de mercure(I) est très instable et se décompose en mercure élémentaire et en oxyde de mercure(II) lorsqu'il est exposé à la lumière ou à la chaleur.
Le composé est insoluble dans l'eau, mais soluble dans l'acide nitrique.